# Cầu vượt Lăng Cha Cả
Cầu vượt Lăng Cha Cả là cầu vượt bằng thép thuộc địa phận Quận Tân Bình, đây cũng là cầu vượt thép thứ ba tại Thành phố Hồ Chí Minh. Cầu được hơn 40 kỹ sư và công nhân của Công ty Cổ phần Thành Long thi công, đồng thời do Khu Quản lý giao thông đô thị số 1- Thành phố Hồ Chí Minh làm chủ đầu tư. Sáng ngày 5 tháng 2 năm 2013, Phó Bí thư thường trực Thành ủy Thành phố Hồ Chí Minh, ông Nguyễn Văn Đua đã phát lệnh khởi công xây dựng Cầu với chiều dài 244,2 mét, rộng 6,5 mét dành cho một làn xe ô tô và 1 làn hỗn hợp lưu thông theo hướng từ đường Cộng Hòa về đường Hoàng Văn Thụ. Tổng vốn đầu tư 121,9 tỷ đồng và dự kiến công trình cầu này sẽ hoàn thành trước ngày 15 tháng 6 năm 2013. Tuy nhiên, do thi công vượt tiến độ trên 1 tháng nên cầu được khánh thành sớm hơn vào ngày 27 tháng 4 năm 2013.

## Bài liên quan
Danh sách cầu vượt ở Thành Phố Hồ Chí Minh